# Distretto di Zaporižžja
Il distretto di Zaporižžja (in ucraino Запорізький район?) è un distretto nell'oblast' di Zaporižžja in Ucraina. Il suo centro amministrativo è la città di Zaporižžja. Ha una popolazione di 840 865 abitanti.
Il 18 luglio 2020, come parte della riforma amministrativa dell'Ucraina, il numero di distretti dell'oblast di Zaporižžja è stato ridotto a cinque e l'area del distretto di Zaporižžja è stata notevolmente ampliata.